# Henschel Hs 122
L'Henschel Hs 122 era un monomotore da collegamento ad ala alta a parasole prodotto dalla tedesca Henschel Flugzeugwerke, divisione aeronautica della Henschel & Sohn, e utilizzato dalla Luftwaffe anche come fotoricognitore e per l'aerocooperazione con l'esercito.
Dall'Hs 122 verrà in seguito sviluppato l'Hs 126 che rimase operativo nel ruolo di aereo da ricognizione fino alla sua sostituzione con i più moderni Focke-Wulf Fw 189.

## Storia del progetto
L'Hs 122 venne progettato per rispondere ad una specifica emessa dal Reichsluftfahrtministerium (RLM) per la fornitura di un velivolo multiruolo che potesse aerocooperare con l'esercito in operazioni congiunte di supporto tattico. L'RLM approvò il progetto a cui diede la designazione Hs 122. Per realizzarlo venne adottata una soluzione convenzionale, monomotore monoplana ad ala alta a parasole con carrello fisso alla quale cominciarono a lavorare dal 1934.
Il primo prototipo, a cui venne assegnata la denominazione Hs 122 V1 (o Hs 122a), venne dotato di una motorizzazione di costruzione britannica, il Rolls-Royce Kestrel, un motore 12 cilindri a V già utilizzato in altri progetti e prototipi tedeschi dei primi anni trenta. In parallelo venne sviluppata una versione dotata di un motore radiale Siemens-Halske Sh 22, a cui venne assegnata la denominazione Hs 122 V2 (o Hs 122b). L'Hs 122 V1, immatricolato D-UBYN, venne portato in volo per la prima volta nei primi mesi del 1935 seguito più tardi dal Hs 122 V2, D-UBAV, e presentati entrambi alla commissione esaminatrice del RLM per una valutazione comparativa. La disponibilità dei nuovi motori a V, i Daimler-Benz DB 600 12 cilindri a V rovesciata, per questa tipologia di velivolo non venne considerata prioritaria e venne deciso di continuarne lo sviluppo della versione con motore radiale e che darà origine al terzo ed ultimo prototipo, Hs 122 V3 D-UDIZ, precursore della versione di preserie B-0.
Introdotto nel 1936, affiancato nel ruolo dagli Heinkel He 45 ed He 46, venne prodotto in una piccolissima serie prima di venire sostituito in breve tempo dal similare Hs 126.

## Tecnica
L'Hs 122 era un monomotore monoplano ad ala alta dall'aspetto classico. La fusoliera era a sezione ovale e dotata un unico abitacolo a due posti in tandem, l'anteriore per il pilota all'altezza dell'ala ed il posteriore per l'osservatore/mitragliere. Anteriormente differiva, nei prototipi iniziali, per la diversa tipologia del motore, dotata di una lunga cofanatura per il Kestrel V-12 e di una più corta cappottatura tipo NACA per il radiale Sh 22, quest'ultima mantenuta per la produzione di serie. Posteriormente terminava in un impennaggio classico monoderiva dal timone ricoperto di tela e dai piani orizzontali controventati da una coppia di montanti in tubo d'acciaio. L'ala era montata alta a parasole, caratterizzata da una configurazione a freccia, mantenuta anche sul successivo Hs 126, controventata da una serie di montanti e strutture in acciaio sagomato che la collegavano alla fusoliera. Il carrello d'atterraggio era triciclo classico, fisso, fissato anteriormente da una struttura aerodinamica a V, dotato anteriormente di ruote carenate e posteriormente di un ruotino d'appoggio, anch'esso carenato. Per la motorizzazione della versione di serie venne adottato un radiale Bramo 322, evoluzione dell'Sh 22, capace di erogare 660 CV (485 kW) ed abbinato ad un'elica bipala in legno a passo fisso. L'armamento era basato su una mitragliatrice MG 17 calibro 7,92 mm montata frontalmente e una MG 15 paricalibro brandeggiabile montata su un anello a corona sulla parte posteriore dell'abitacolo.

## Utilizzatori
Germania
- Luftwaffe